# Lodoicea maldivica
Lodoicea maldivica, còn được biết với tên là Coco de mer, loài thực vật có hoa thuộc Họ Cau. Nó là loài duy nhất của chi Lodoicea. Loài này được (J.F.Gmel.) Pers. mô tả khoa học đầu tiên năm 1807. Nó vốn được phát hiện lần đầu tiên tại hai hòn đảo nhỏ của St Pierre là Chauve-Souris và Ile Ronde nằm gần Praslin, tuy nhiên loài cây này đã tuyệt chủng tại quê hương của nó. Tên của chi Lodoicea bắt nguồn từ chữ Lodoicus, phiên bản La Tinh hóa của tên Louis. Chi này được đặt tên để vinh danh vua Louis XV của Pháp.

## Lịch sử

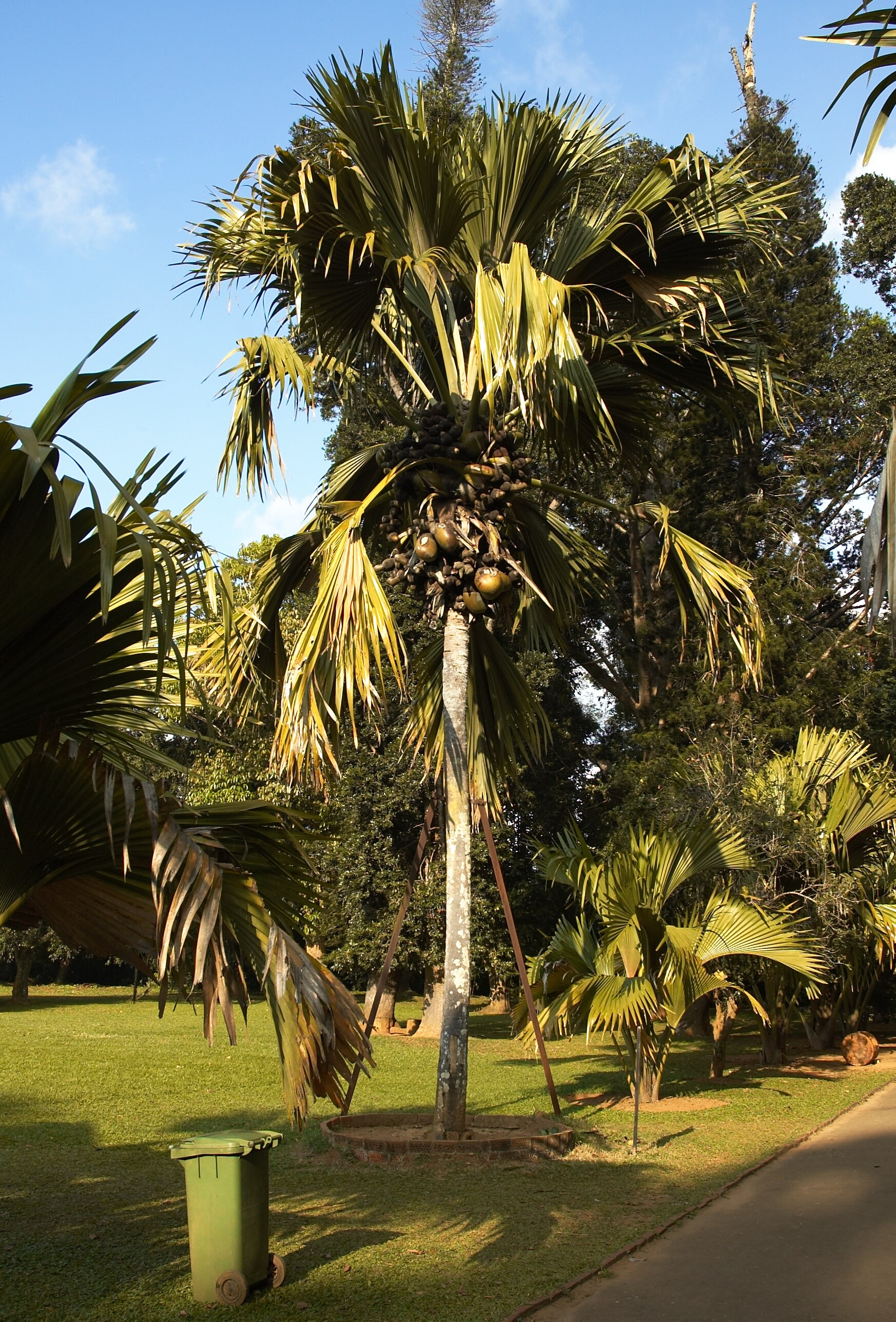
Lodoicea maldivica tại một vườn bách thảo ở Tích Lan.

Trước đây cây Lodoicea maldivica được gọi là dừa Maldives. Tên khoa học của nó bắt nguồn từ trước thế kỷ 18 khi Seychelles chưa có người ở. Trong thời gian đó, trái dừa rơi từ trên cây mẹ xuống biển và trôi dạt sang phía Đông. Nó chỉ có thể nổi sau khi nảy mầm, khi mà trái bắt đầu rỗng đi. Những trái dạt tới Maldives được nhặt ở bãi biển và bán với công dụng là một vị thuốc.
. Sự kiện này được mô tả trong một tên khoa học cũ của cây là Lodoicea callipyge Comm. ex J. St.-Hil., trong đó callipyge nghĩa là "hông đẹp". Một số tên khoa học kiểu cũ khác là Lodoicea sechellarum Labill. và Lodoicea sonneratii (Giseke) Baill. Cho đến trước năm 1768 khi nguồn gốc thật sự của cây này được phát hiện ra Dufresne, người ta vẫn tin rằng Lodoicea maldivica là một cây thần mọc từ dưới đáy biển. Những nhà quyền quý châu Âu trong thế kỷ 16 thường sở hữu những trái Lodoicea maldivica trang trí bởi quý kim và đá quý. Ngày nay thì Lodoicea maldivica là một cây hiếm và được bảo vệ nghiêm ngặt.

## Phân loài học
Lodoicea maldivica thuộc phân họ Coryphoidae và tông Borasseae. Tông Borasseae có 4 chi ở Madagascar và 1 chi tại Seychelles trên tổng số 7 chi trên thế giới, phân bổ tại các vùng duyên hải quanh Ấn Độ Dương và các hải đảo nằm trong đó. Borassus chi gần nhất với chi Lodoicea trong bài này, có 4 loài ở vùng cựu thế giới trong đó có 1 loài ở châu Phi, 1 ở Ấn Độ, Đông Nam Á, Mã Lai, một ở Tân Ghinê và 2 ở Madagascar.

## Miêu tả

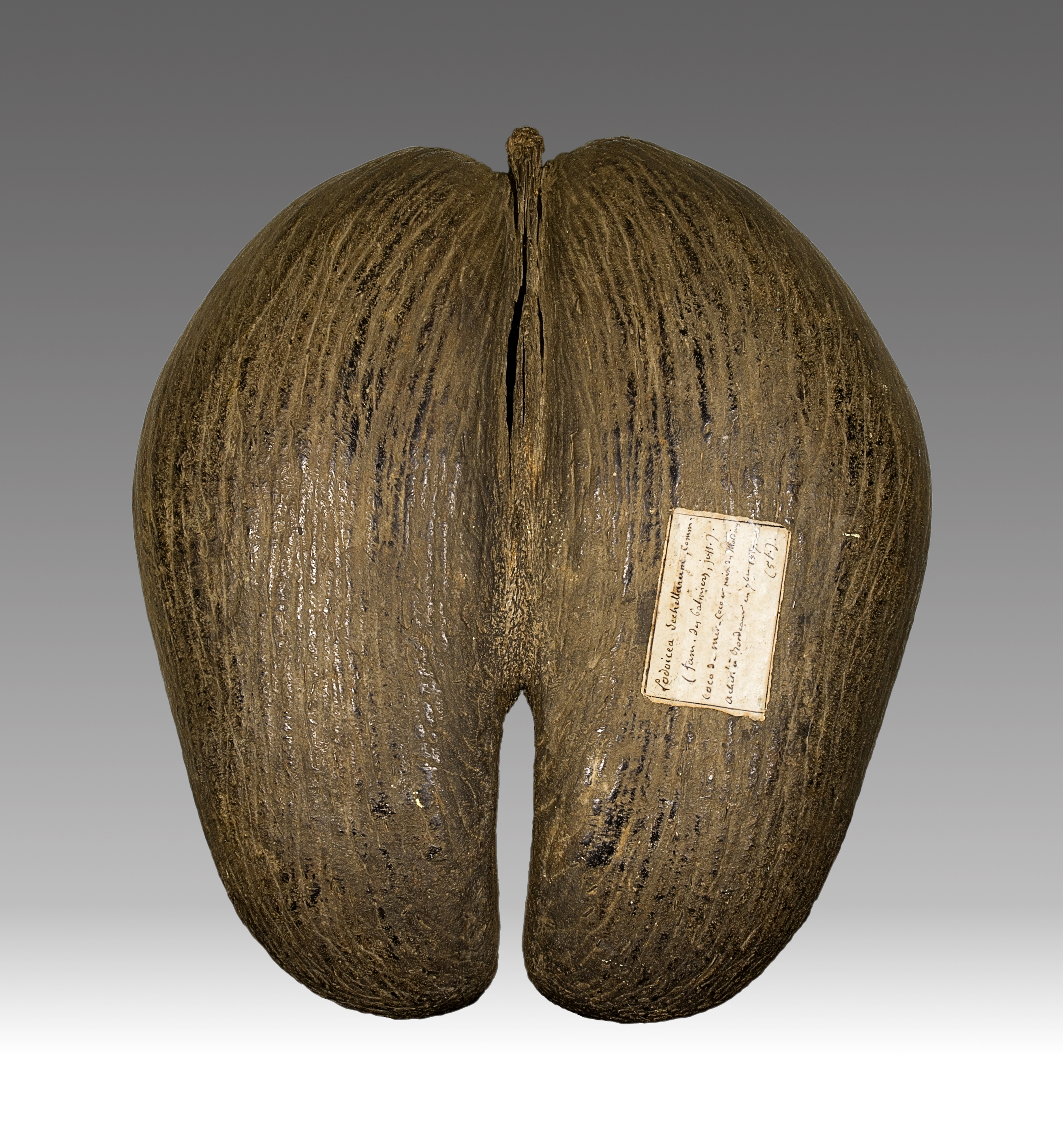
Hạt của cây Lodoicea maldivica.

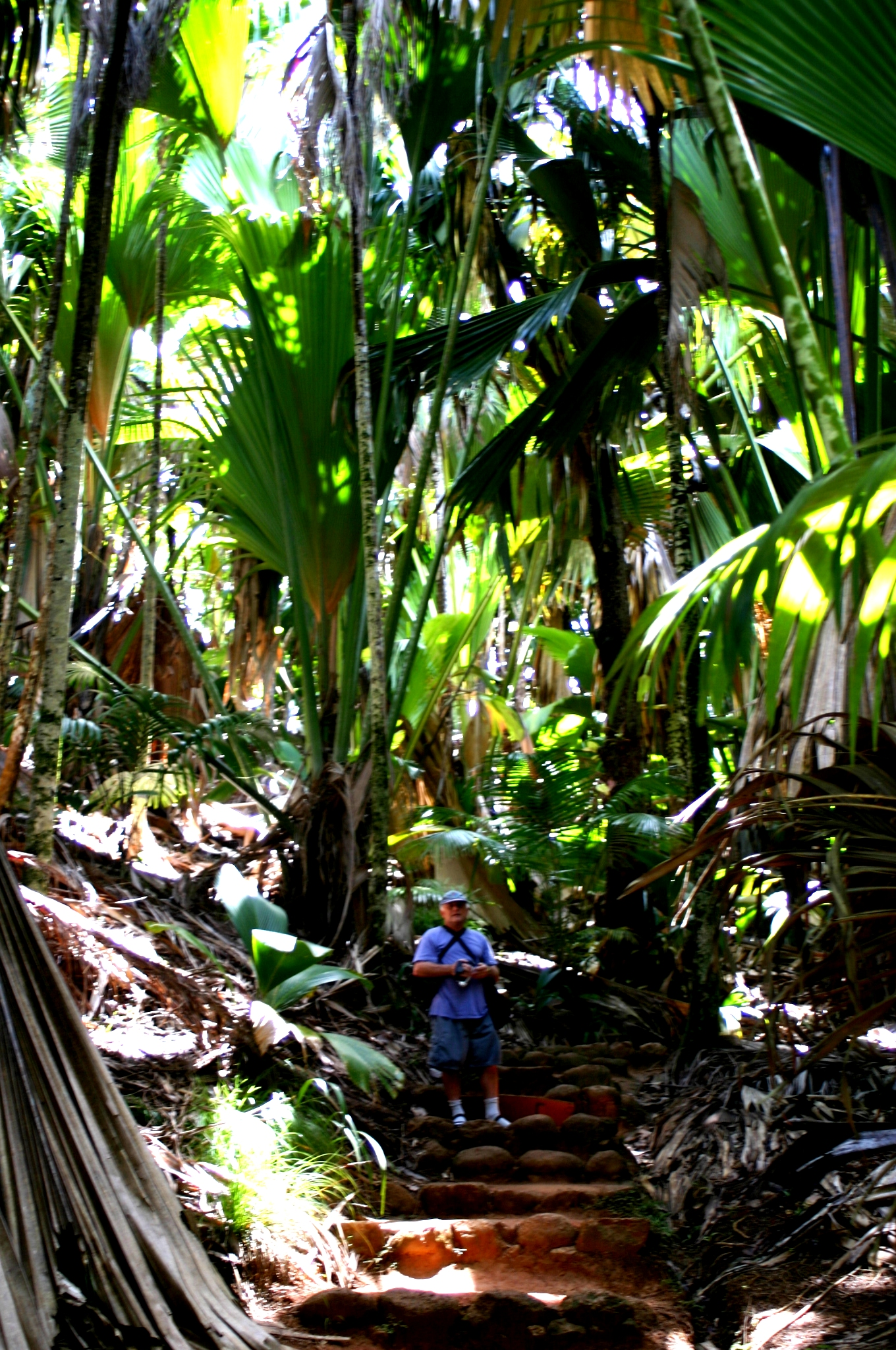
Rừng Vallée De Mai ở Praslin

Cây có chiều cao 25-34 mét, mọc đơn độc với một thân cây mọc thẳng, không có gai, trên thân có đầy những sẹo do các nhánh cây rụng để lại. Gốc cây phồng ra hình củ hành, có đường kính 2,5 foot và sâu 18 inch, thon dần về phía gốc rễ. Phần củ hành này có nhiều lỗ nhỏ hình bầu dục, to bằng cái đê bọc ngón tay cái, trong đó có nhiều ống rỗng nối thông với các rễ đâm ngang đủ hướng. Các rễ này tương đối dẻo và có tác dụng giúp cây chống chịu các cơn gió giật mạnh.
Tán cây dày với lá hình quạt có đường kính có thể lên đến 10 mét và cuống dài 2-4 mét. Lá uốn nếp ở gốc với rãnh xẻ chừng 1/3 lá hay hơn, thành những tua rua rộng 4–10 cm với ngọn chẻ đôi hai nhánh và thường có dáng rũ xuống. Gốc cuống có một đường nứt hình tam giác. Nó là cây đơn tính, tức cây đực riêng và cây cái riêng. Nó là loài đặc hữu duy nhất có tính chất cây đơn tính trong số 6 loài đặc hữu trong vùng. Hoa đực dạng đuôi sóc, có thể dài tới 1 mét. Quả chính có đường kính 40–50 cm và nặng 15–30 kg, mang trong mình hạt to nhất trong toàn bộ giới thực vật. Quả cần 6-7 năm để chín và 2 năm để nảy mầm. Đôi khi quả của cây này còn được gọi là dừa biển, hạt tình yêu, dừa kép, coco fesse, hay hạt Seychelles.
Lodoicea maldivica là loài độc đáo nhất trong số toàn bộ 6 loài dừa cọ trên đảo Seychelles vì nó là thực vật duy nhất thật sự điển hình cho tính chất khổng lồ hóa - điểm đặc trưng của các thực vật trên đảo Seychelles (Proctor, 1984). Nó cũng là một trong những thực vật nổi tiếng trên thế giới và đang giữ 3 kỷ lục về thực vật: quả lớn nhất thế giới (42 kg), hạt trưởng thành nặng nhất thế giới (17,6 kg) và hoa cái lớn nhất trong số tất cả các loài dừa cọ.

## Hình ảnh

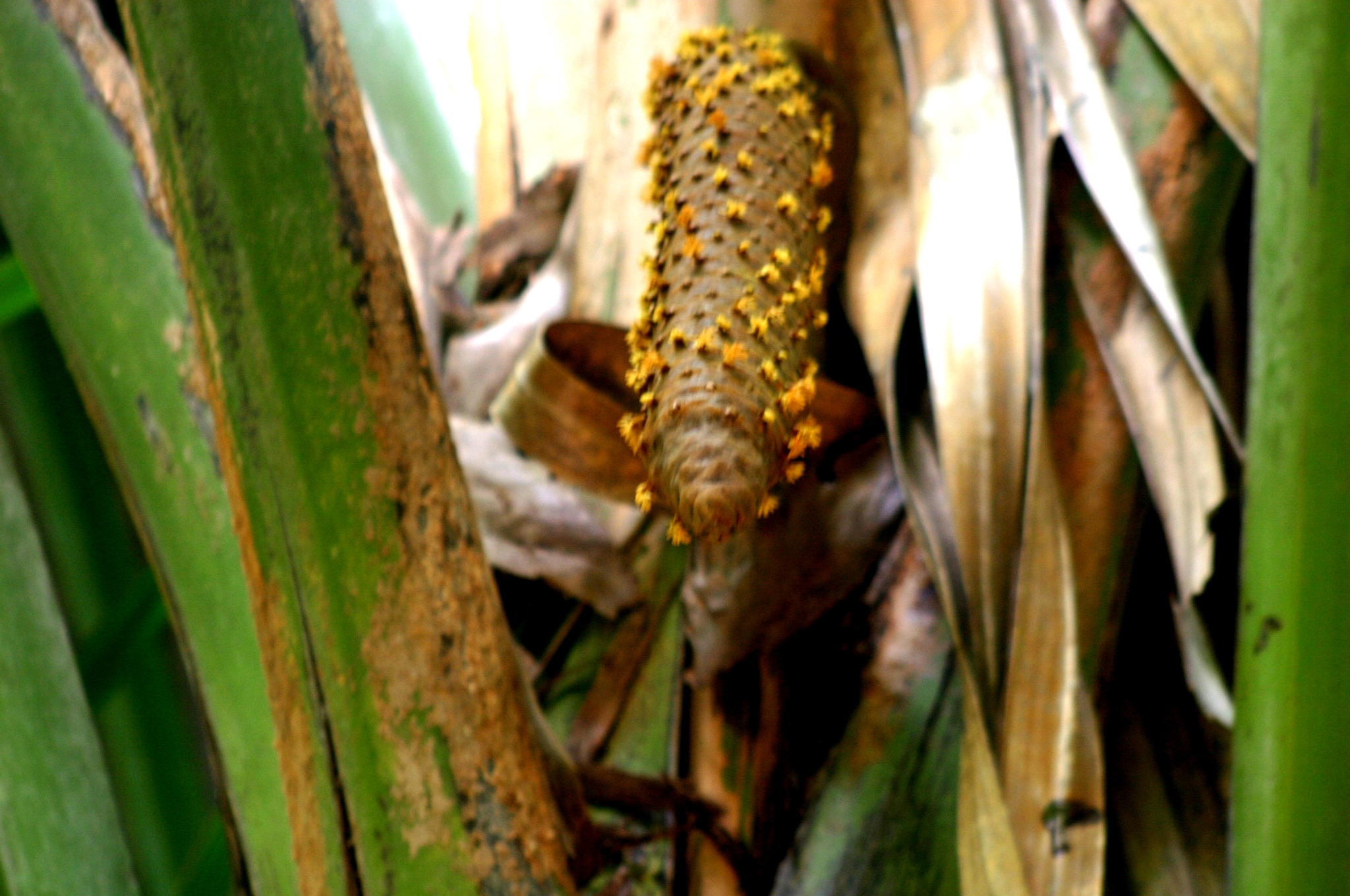
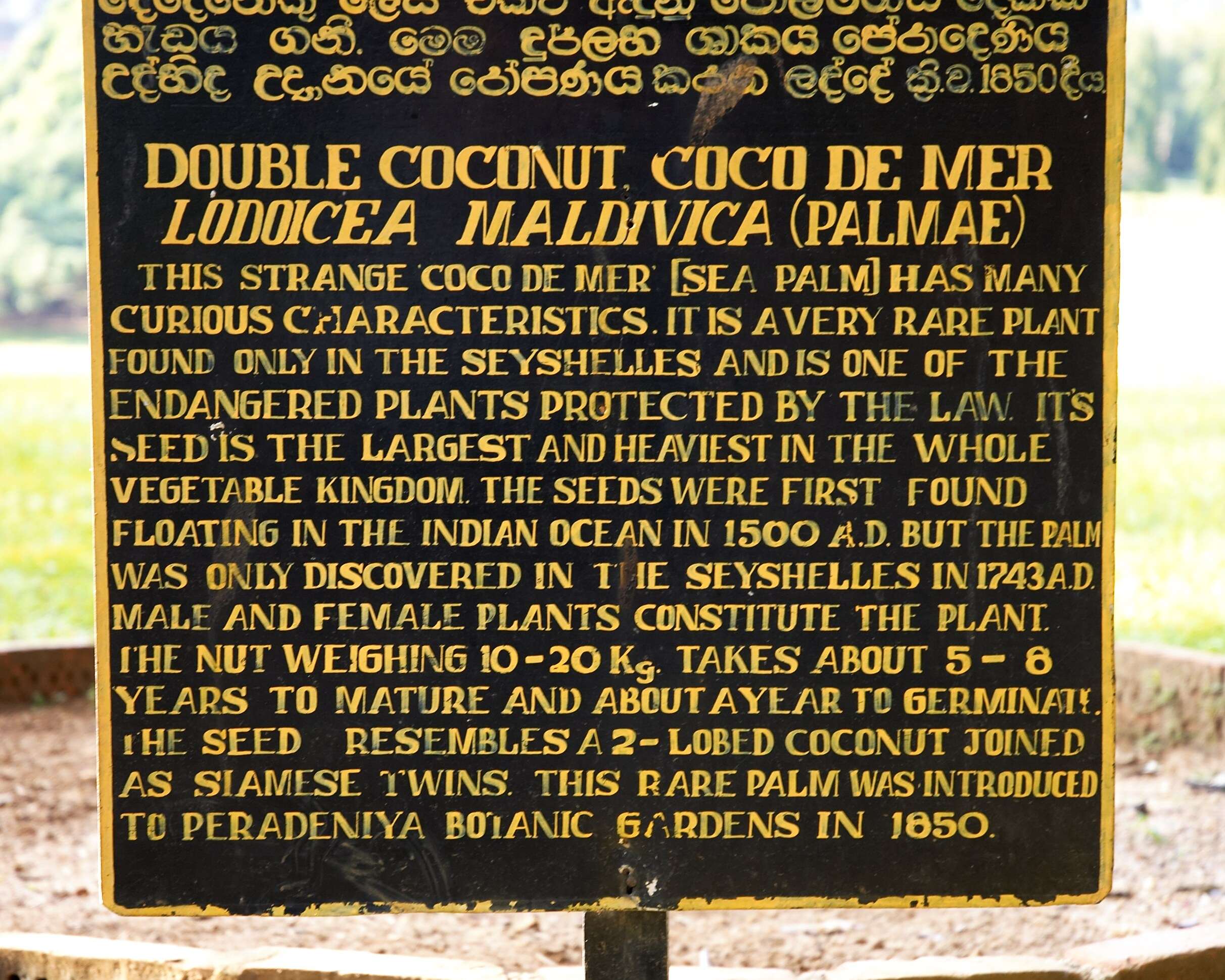
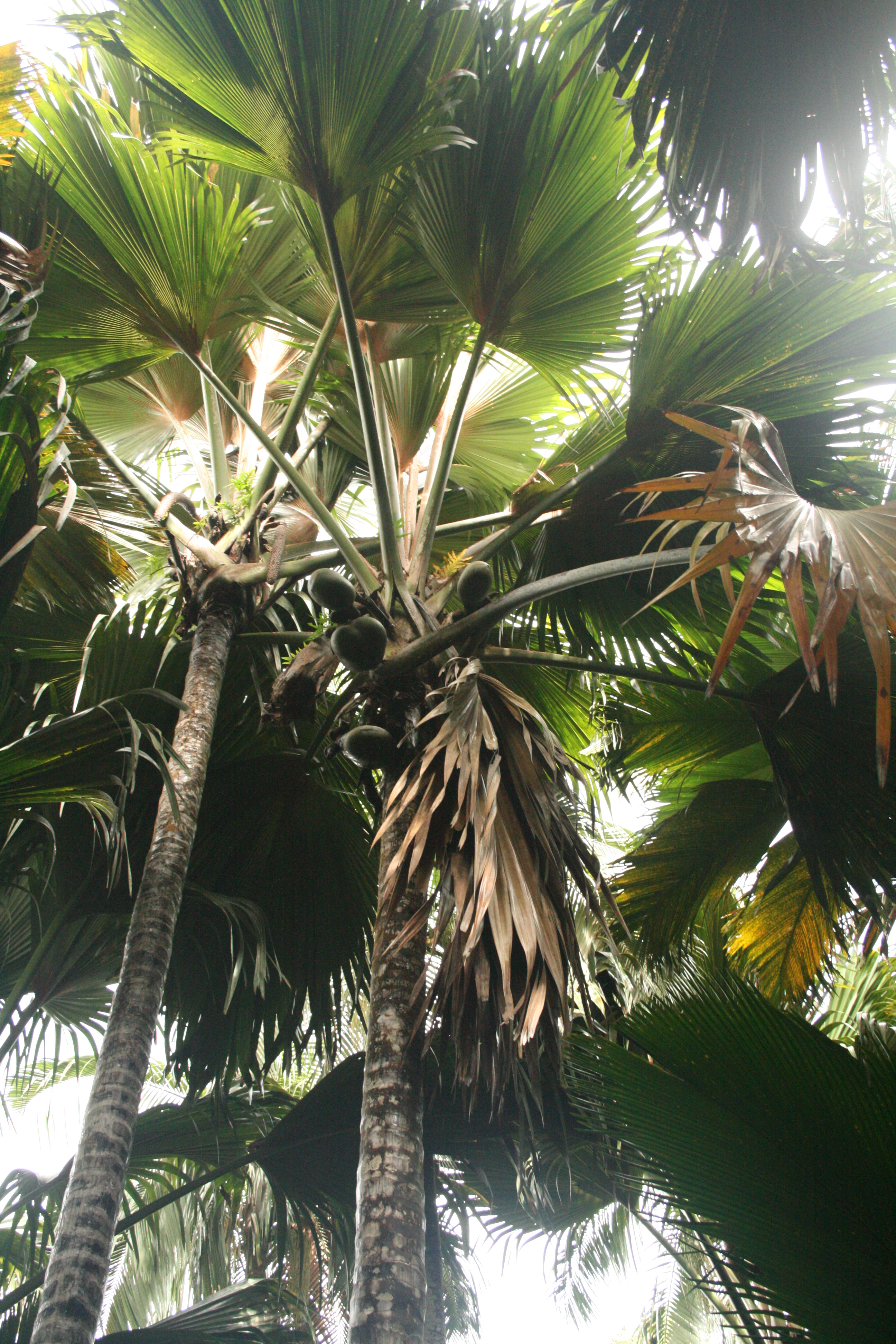
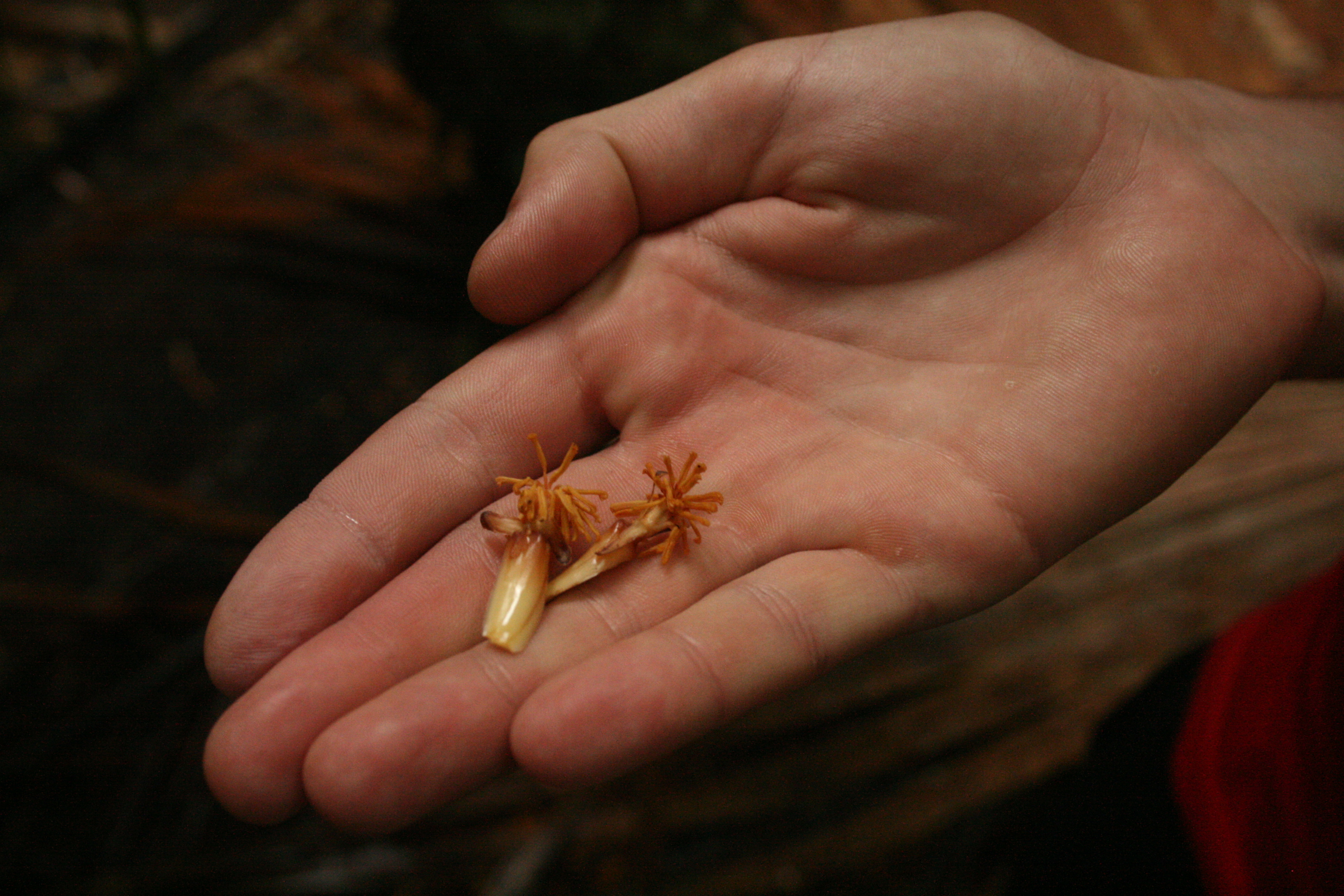